# 文山马兜铃
文山马兜铃（学名：Aristolochia wenshanensis），一种分布于中国云南省东南部文山市和个旧市等地的多年生木质藤本植物，隶属于马兜铃科马兜铃属。模式产地为文山市新街乡草果山村七丘田。

## 特征
文山马兜铃是一种多年生木质藤本植物，幼时的茎密被锈色绒毛，老枝无毛。叶柄长5－12厘米，直径约3毫米，密被锈色绒毛；叶片心形或卵形心形至圆形，12-32×10-28厘米，厚纸质，基部宽心形，缺刻1.5-4.5厘米深，先端锐尖到渐尖，边缘全缘，正面深绿色，疏生柔毛，沿着脉和中脉密被锈色绒毛，逐渐脱落，背面浅绿色，幼时密被锈色柔毛，沿叶脉密被柔毛，以后逐渐脱落，中脉两侧具4-7条侧脉。聚伞花序生于叶状枝或茎的腋窝中，花2-4朵。花梗下垂，长2.2－4.5厘米，密被锈色绒毛，小苞片不明显。花被马蹄形（侧面观），高4.5－6.0厘米，外部具有淡红色和紫色脉，密被锈色绒毛，基部筒长2.6-3.2厘米，基部内部紫色黑色具短柔毛，稍膨大，直径约8毫米，基部以上为紫色具白色斑块，密被短柔毛，直径约6毫米，上部筒状，内部紫色，直径约4毫米；檐部（limb）顶部近圆形，直径3.0-5.2厘米，内部紫色，密布乳突；裂片黄褐色具小乳突，近等长，半圆形，直径约1.5厘米，之后向外反卷；在中央形成宽钟状的檐部，直径约1.8厘米；喉部近圆形，紫黑色，直径约0.7厘米。合蕊柱（gynostemium）高约0.5厘米，浅3裂，裂片的先端螺旋形，光滑；花药6，长约2毫米，黄色，贴生，3对位于合蕊柱的基部，与裂片相对。子房圆柱状，长0.8-1.2厘米，直径0.2-0.4厘米，密被锈色绒毛。蒴果和种子未知。